# 胡麻手台16号墳
胡麻手台16号墳（ごまてだい16ごうふん）は、千葉県山武市戸田にある、胡麻手台古墳群に属する古墳である。

## 概要
九十九里平野を流れる作田川の支流である境川東岸には、埴谷古墳群、諸木内古墳群、根崎古墳群、麻生新田古墳群、真行寺古墳群など多くの古墳群が存在する。本古墳はそのうちのひとつ胡麻手台古墳群と呼称される古墳群の一角をなし、中心的性格を持つと考えられる前方後円墳で、1994年（平成6年）に千葉県文化財センターによる調査が行われた。
調査の結果、墳丘は全長86メートル、後円部径43メートル、高さ7.8メートル、前方部幅49メートル、高さ5.7メートルで、二重の周溝が確認された。墳丘裾部の西側にあった横穴式石室は、耕作のため上部のほとんどが破壊されていたが、確認された部分から前室と後室に分かれた複式構造と考えられ、全長は約7メートル、後室長約2メートル、後室幅約0.6メートルとされた。また、本来石室内に副葬されていたものと考えられる遺物が石室近くの周溝から検出された。主な遺物に、金銅製鞖金具1、直刀1、鉸具1、鉄鏃などがあったが、棺釘や鉄鏃はいずれも埴輪消滅期のものより新しく、須恵器も含めて現状では古相の要素が見出せず、幅狭で一定幅で全周する「相似形二重周溝」も比較的新しい形状とされ、印旛郡栄町の浅間山古墳とともに、最終段階の前方後円墳と考えられている。